# Baldone
Baldone (deutsch Baldohn) ist eine Stadt in Lettland, 33 Kilometer südlich von Riga. Hier kreuzen sich die Straßen Riga-Skaistkalne und Daugmale-Iecava.
Die Ortschaft liegt auf der Upmale-Hochebene, in der Umgebung befinden sich einige Moränenhügel. Die höchsten Erhebungen sind der Morisona Kalns mit einer Höhe von 82 m, der Doļkalns mit 65 m und der Vanagkalns mit 46 m.

## Geschichte
Das Gebiet Baldones ist schon seit der Steinzeit bewohnt. 1648 wurde hier eine Eisenhütte eingerichtet, welche Anker und Kriegsgerät herstellte. Im 16. Jahrhundert entwickelte sich Baldone, bedingt durch sein strategisch günstigen Lage an der Straße von Riga nach Litauen, zu einem Handels- und Wirtschaftszentrum, es wurde aber auch, wegen des hölzernen Altars, der von dem Künstler Jānis Šeibelis geschaffen wurde, auch zu einem Ziel von Reisenden und Pilgern.
Ende des 18. Jahrhunderts wurde Baldone als Kurort für seine Schwefelquellen bekannt. 1838 wurde Bad Kemmern (lettisch: Ķemeri) als konkurrierender Kurort eröffnet. Daraufhin verlor Baldone etwas von seiner Bedeutung, blieb jedoch während der zweiten Besetzung Lettlands in der ganzen Sowjetunion ein Begriff.
Seit 1991 besitzt Baldone die Stadtrechte und war von 2008 bis 2021 Hauptort eines gleichnamigen Bezirks, der anschließend im Bezirk Ķekava aufging.
Durch Baldone fließen die Kekavina und ihre Nebenflüsse Ķežupīte und Ceplīšu, der Ceplīšu entwässert das Ceplīšu-Moor einem verlandeten See südlich von Baldone.
Bekannt ist Baldone für seine schwefelhaltigen Quellen, die von unterirdischen Wasserläufen gespeist werden und den Heilschlämmen aus dem Pladu-Moor im Norden der Stadt.

## Geologie
Geologisch ist Baldone ein Teil der mittellettischen Tiefebene deren Gesteinsformationen im Oberdevon entstanden sind, diese bestehen im Wesentlichen aus gipshaltigen Dolomiten, dolomitischen Mergeln und reinen Gipsblöcken, Wasser löst die Gipsanteile nach und nach auf, die dadurch entstanden Hohlräume werden mit der Zeit größer, wodurch die darüber liegenden Erdschichten einstürzen können. Einer dieser Erdfälle ereignete sich 1985 in der Nähe des Weißen Schlosses (lettisch: Balta Pils).

## Verkehr
Die beiden Staatsstraßen A7 und P89 verlaufen westlich von Baldone und ermöglichen so eine Anbindung an das Fernstraßennetz.
Das Busterminal von Baldone wird sowohl von Regional- als auch von Fernbuslinien angefahren. Im Regionalverkehr werden Ziele wie Riga, Bauska, Sigulda, Ādaži und Ķekava bedient, im Fernverkehr fahren Fernbusunternehmen wie Lux Express, Ecolines, Busfor und Ollex Ziele in den Baltischen Staaten und Mitteleuropa an.

## Sehenswürdigkeiten
- Die Evangelisch-Lutherische St.-Michaels-Kirche von Baldone wurde zwischen 1823 und 1824 im Empirestil erbaut.[3] Den Altar entwarf Julius Döring.[4]
- Das Weiße Schloss (lettisch Baltās pils) wurde 1901 als Jagdschloss Baldohn errichtet und ist von einem Park mit teilweise exotischen Gewächsen umgeben. Zwischenzeitlich als Sanatorium genutzt, dient es seit 1985 als Musikschule.[5]
- Baldones Astrofizikas Observatorija: Das Astronomische Observatorium Baldone befindet sich ca. 5 km nordöstlich von Baldone, neben Führungen werden auch Workshops und Sternbeobachtungen bei Nacht angeboten.[6]

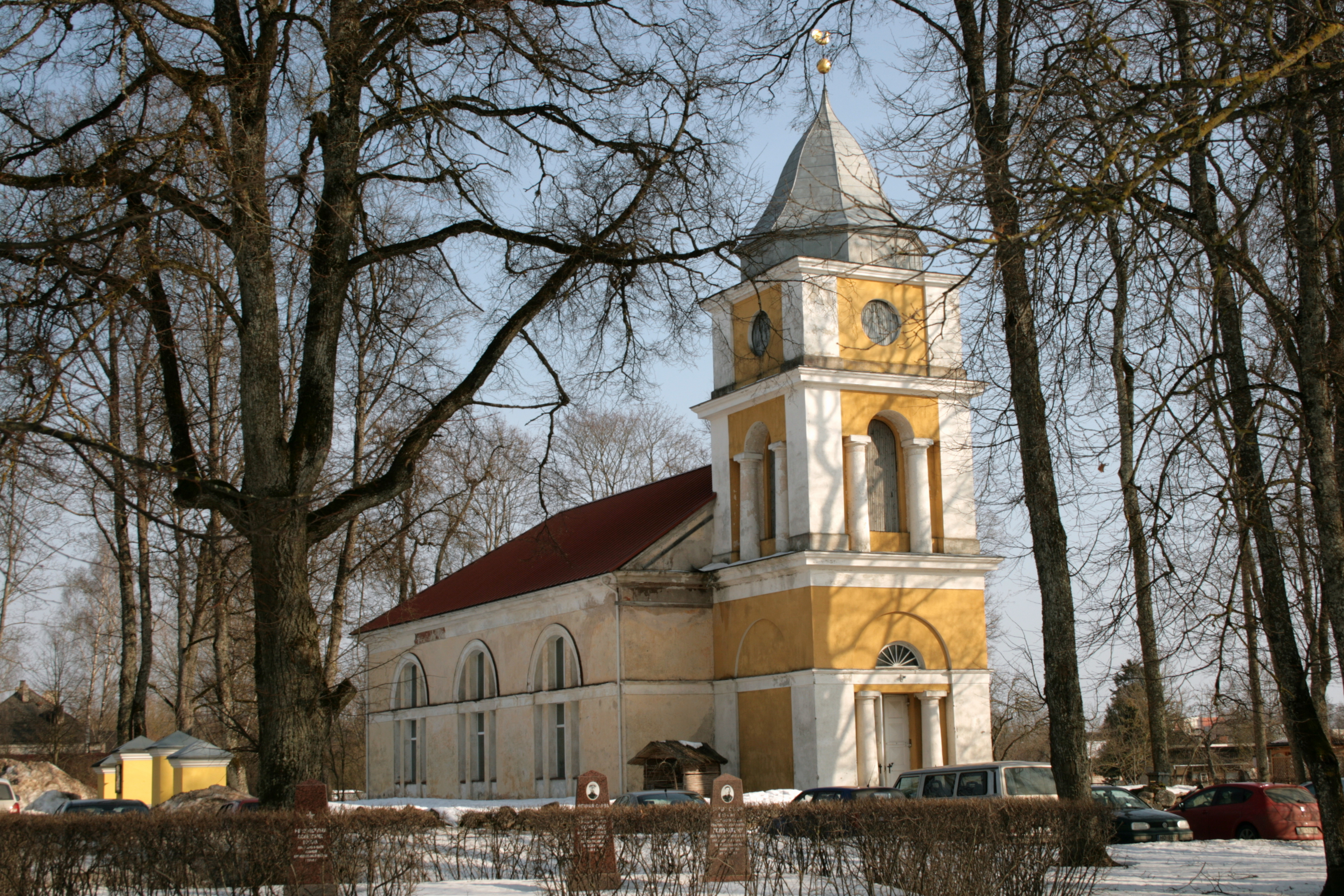
Lutherische Kirche
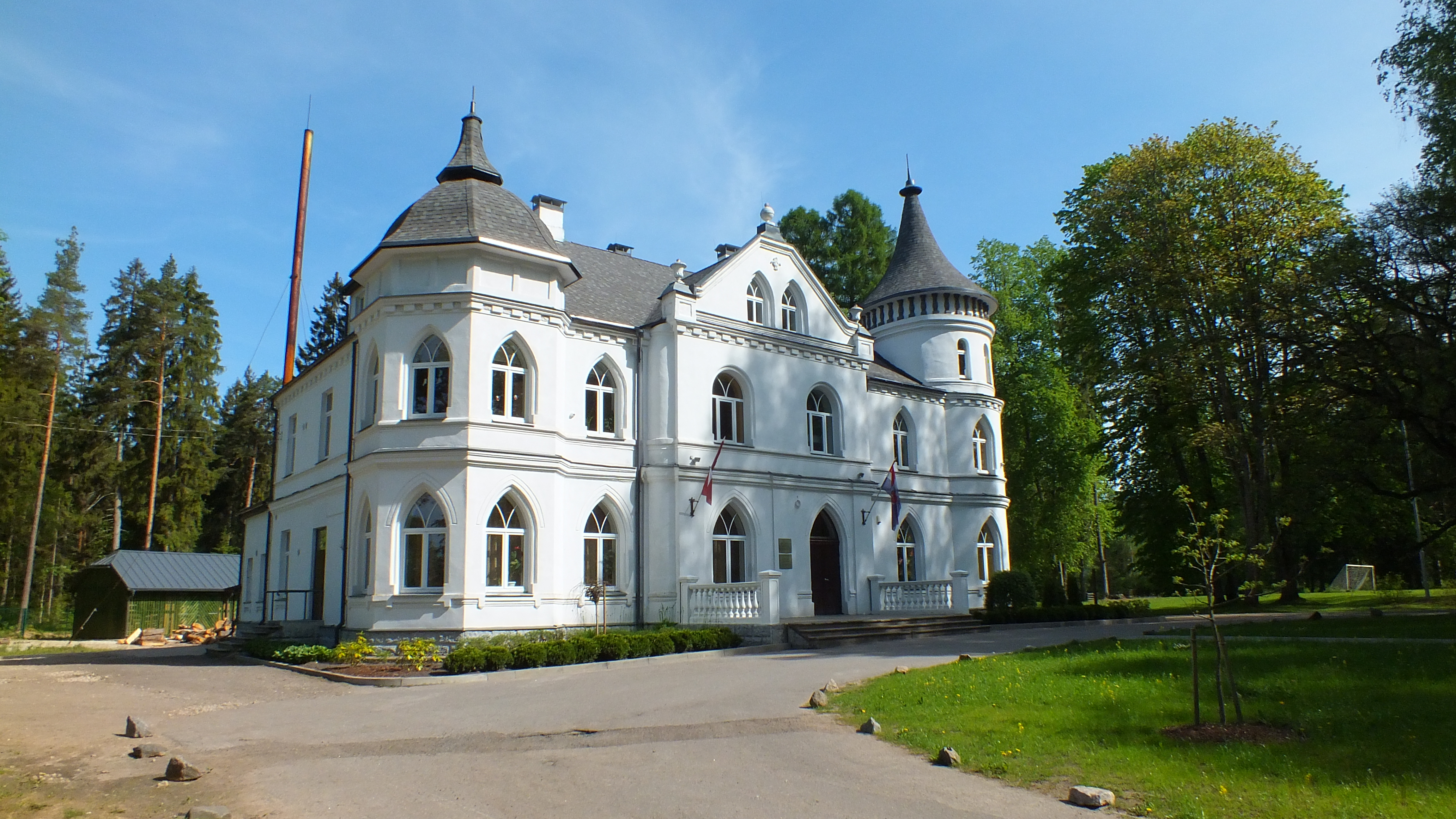
Weißes Schloss
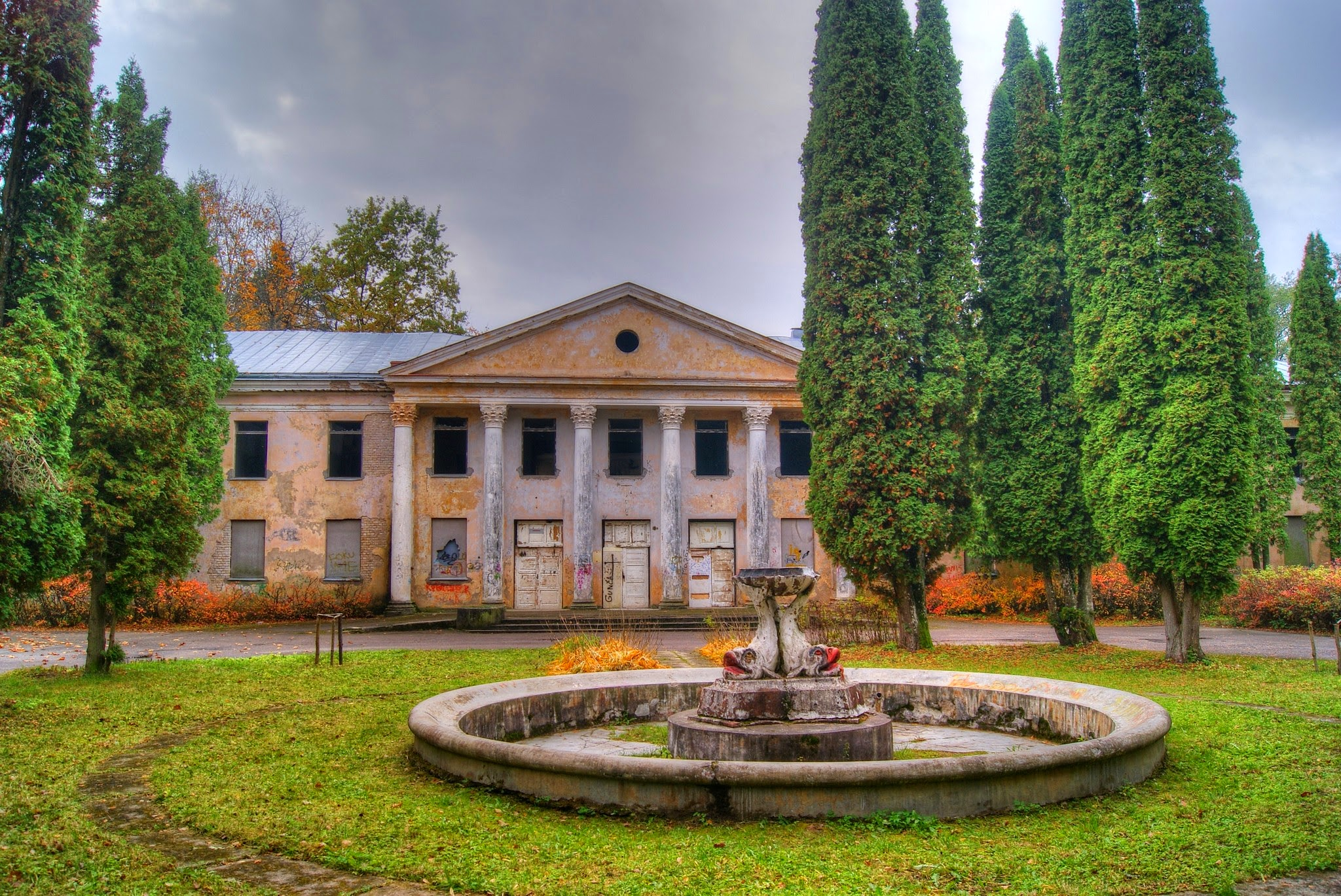
Sanatorium

## Söhne und Töchter der Stadt
- Viktors Arājs (1910–1988), Kollaborateur und Täter des Holocaust
- Zigurds Lanka (* 1960), Schachspieler und Trainer